# 워패스 (마블 코믹스)
워패스(Warpath, 본명: 제임스 프라우드스타, James Proudstar)는 처음에는 썬더버드 2세라고도 알려진 마블 코믹스에 등장하는 공상 캐릭터이다.
그는 엑스맨과 관련된 마블 코믹스의 슈퍼히어로로 잘 알려져있다. 프라우드 스타는 공동 작가 크리스 클레어먼트와 샐 부셰마의 창작물인, 1984년 6월에 발행을 한 뉴뮤턴츠 vol.1 #16에서 두 번째 썬더버드로서 첫 등장을 하였다. 원래는 형의 죽음을 엑스맨 탓으로 돌리며, 복수를 위하여 빌런 집단인 헬리온스에 들어갔다. 그는 나중에 그의 생각을 다시하였고 호전적인 엑스맨의 조직인 엑스포스의 오랜기간 멤버가 되었다. 언캐니 엑스맨에서 오랜 기간 동안 시아 제국(Shi'ar Empire)의 여행을 마치고, 워패스는 엑스포스의 새로운 화신의 멤버가 되었지만, 네크로사 사건이 터지고 그는 그곳을 떠났다.
아파치족 계열의 미국의 아메리카 원주민인, 프라우드스타는 초인적인 힘과 속도를 지닌 뮤턴트이다. 그의 능력은 비록 그가 더 뛰어나지만, 엑스맨에서 활동하다가 단명을 한 그의 형 썬더버드와 비슷하다. 워패스는 하우스 오브 M의 대학살 사건 이후에도 능력을 유지하는 몇 안되는 뮤턴트 중 한명이였다.
미국 출신의 배우 부부 스튜어트가 2014년에 개봉한 영화 엑스맨: 데이즈 오브 퓨처 패스트에서 워패스 역을 연기하였다.